# Bahnstrecke Perivolaki–Nea Zichni
| Simplex 40 PS Benzol-Lokomotive Tin Turtle (Blech-Schildkröte) |                     |                                        |                                        |
| Französische Militärkarte, Oktober 1918 Feldbahn Perivolaki–Stavros–Nea Zichni, rot markiert auf den Generalkarten Saloniki und Kawalla der Hauptvermessungsabteilung XIV in Wien, 1940 |                     |                                        |                                        |
| Streckenlänge: | 100 km              |                                        |                                        |
| Spurweite: | 600 mm (Schmalspur) |                                        |                                        |
| |                     |                                        |                                        |
| \| \| \| Normalspur von Gallikos (Γαλλικός) \| \| \| \| 0,0 \| Perivolaki (Περιβολάκι) \| Perivolaki (Περιβολάκι) \| \| \| 5,8 \| Anhöhe o.A. (Τούμπα χ.σ.) \| Anhöhe o.A. (Τούμπα χ.σ.) \| \| \| 10,1 \| Agios Vasilios (Άγιο Βασίλειο) \| Agios Vasilios (Άγιο Βασίλειο) \| \| \| 19,0 \| Vasiloudi (Βασιλούδι) \| Vasiloudi (Βασιλούδι) \| \| \| 23,6 \| Langadikia (Λαγκαδίκια) \| Langadikia (Λαγκαδίκια) \| \| \| 28,5 \| Stivos (Στίβο) \| Stivos (Στίβο) \| \| \| 32,4 \| Peristerona (Περιστερώνα) \| Peristerona (Περιστερώνα) \| \| \| 38,1 \| Volvi (Βόλβη) \| Volvi (Βόλβη) \| \| \| 42,4 \| Nea Apollonia (Ν. Απολλωνία) \| Nea Apollonia (Ν. Απολλωνία) \| \| \| 43,2 \| Apollonia (Απολλωνία) \| Apollonia (Απολλωνία) \| \| \| 52,1 \| Nea Madytos (Ν. Μάδυτο) \| Nea Madytos (Ν. Μάδυτο) \| \| \| 57,0 \| Rendina (Ρεντίνα) \| Rendina (Ρεντίνα) \| \| \| 63,4 \| Haltepunkt o.A. (Στάση χ.σ.) \| Haltepunkt o.A. (Στάση χ.σ.) \| \| \| 66,1 \| Stavros (Σταυρό)[1][4] \| Stavros (Σταυρό)[1][4] \| \| \| ca. 70 \| Asprovalta (Ασπροβάλτα) \| Asprovalta (Ασπροβάλτα) \| \| \| ca. 75 \| Tasli \| Tasli \| \| \| \| Amfipoli Limani (Αμφίπολη – Λιμάνι) \| \| \| \| ca. 83 \| Amfipoli (Αμφίπολη) \| Amfipoli (Αμφίπολη) \| \| \| ca. 100 \| Nea Zichni (Νέα Ζίχνη) \| Nea Zichni (Νέα Ζίχνη) \| \| \| 158,2 \| Normalspur Thessaloniki–Alexandroupoli \| Normalspur Thessaloniki–Alexandroupoli \| |                     |                                        |                                        |
| Strecke (außer Betrieb) |                     | Normalspur von Gallikos (Γαλλικός)     | Normalspur von Gallikos (Γαλλικός)     |
| Kopfbahnhof Streckenende (Strecke außer Betrieb) · Kopfbahnhof Streckenanfang (Strecke außer Betrieb) | 0,0                 | Perivolaki (Περιβολάκι)                | Perivolaki (Περιβολάκι)                |
| Haltepunkt / Haltestelle (Strecke außer Betrieb) | 5,8                 | Anhöhe o.A. (Τούμπα χ.σ.)              | Anhöhe o.A. (Τούμπα χ.σ.)              |
| Bahnhof (Strecke außer Betrieb) | 10,1                | Agios Vasilios (Άγιο Βασίλειο)         | Agios Vasilios (Άγιο Βασίλειο)         |
| Bahnhof (Strecke außer Betrieb) | 19,0                | Vasiloudi (Βασιλούδι)                  | Vasiloudi (Βασιλούδι)                  |
| Bahnhof (Strecke außer Betrieb) | 23,6                | Langadikia (Λαγκαδίκια)                | Langadikia (Λαγκαδίκια)                |
| Bahnhof (Strecke außer Betrieb) | 28,5                | Stivos (Στίβο)                         | Stivos (Στίβο)                         |
| Bahnhof (Strecke außer Betrieb) | 32,4                | Peristerona (Περιστερώνα)              | Peristerona (Περιστερώνα)              |
| Bahnhof (Strecke außer Betrieb) | 38,1                | Volvi (Βόλβη)                          | Volvi (Βόλβη)                          |
| Bahnhof (Strecke außer Betrieb) | 42,4                | Nea Apollonia (Ν. Απολλωνία)           | Nea Apollonia (Ν. Απολλωνία)           |
| Bahnhof (Strecke außer Betrieb) | 43,2                | Apollonia (Απολλωνία)                  | Apollonia (Απολλωνία)                  |
| Bahnhof (Strecke außer Betrieb) | 52,1                | Nea Madytos (Ν. Μάδυτο)                | Nea Madytos (Ν. Μάδυτο)                |
| Bahnhof (Strecke außer Betrieb) | 57,0                | Rendina (Ρεντίνα)                      | Rendina (Ρεντίνα)                      |
| Haltepunkt / Haltestelle (Strecke außer Betrieb) · Abzweig quer und nach rechts (Strecke außer Betrieb) · Strecke von rechts (außer Betrieb) | 63,4                | Haltepunkt o.A. (Στάση χ.σ.)           | Haltepunkt o.A. (Στάση χ.σ.)           |
| Kopfbahnhof Streckenende (Strecke außer Betrieb) · Strecke (außer Betrieb) | 66,1                | Stavros (Σταυρό)                       | Stavros (Σταυρό)                       |
| Bahnhof (Strecke außer Betrieb) | ca. 70              | Asprovalta (Ασπροβάλτα)                | Asprovalta (Ασπροβάλτα)                |
| Bahnhof (Strecke außer Betrieb) | ca. 75              | Tasli                                  | Tasli                                  |
| Kopfbahnhof Streckenanfang (Strecke außer Betrieb) · Strecke (außer Betrieb) |                     | Amfipoli Limani (Αμφίπολη – Λιμάνι)    | Amfipoli Limani (Αμφίπολη – Λιμάνι)    |
| Bahnhof (Strecke außer Betrieb) · Bahnhof (Strecke außer Betrieb) | ca. 83              | Amfipoli (Αμφίπολη)                    | Amfipoli (Αμφίπολη)                    |
| Abzweig ehemals quer und von rechts · Kopfbahnhof Streckenende (Strecke außer Betrieb) | ca. 100             | Nea Zichni (Νέα Ζίχνη)                 | Nea Zichni (Νέα Ζίχνη)                 |
| Strecke nach links · Abzweig quer und ehemals nach links · Strecke quer | 158,2               | Normalspur Thessaloniki–Alexandroupoli | Normalspur Thessaloniki–Alexandroupoli |

Die Bahnstrecke Perivolaki–Nea Zichni war eine Schmalspurbahn (600-mm-Spur) in Griechenland.

## Lage im Netz
Der westliche Ausgangspunkt der Strecke, Perivolaki (ehemals: Sarakli), liegt etwa 20 km nordöstlich vom Stadtzentrum von Thessaloniki. Nach Perivolaki bestand eine normalspurige Stichstrecke vom Bahnhof Gallikos (Streckenkilometer 28,7) an der Bahnstrecke Thessaloniki–Alexandroupoli.
Von Perivolaki verlief die Strecke zunächst in südlicher, dann in östlicher Richtung bis zum Hafen von Stavros am Strymonischen Golf. Dabei passierte die Strecke jeweils südlich den Koronia- und den Volvi-See. Die Feldbahn folgte dem Verlauf der der alten Nationalstraße Thessaloniki–Kavala. Sie ist auf deutschen und österreichischen Landkarten von 1940 mit der Bezeichnung „Schmalspurige Eisenbahn“ eingezeichnet. Der Abschnitt zwischen Perivolaki und Stavros entspricht dabei in etwa der Trasse einer küstennah verlaufenden Strecke von Toxotes an der Bahnstrecke Thessaloniki–Alexandroupoli über Kavala nach Thessaloniki, eine langfristige Option in der griechischen Infrastrukturplanung, die erheblich kürzer wäre als die jetzige Bestandsstrecke Thessaloniki–Alexandroupoli, die aufgrund strategischer Überlegungen des osmanischen Militärs kurvenreich im teils gebirgigen Hinterland verlegt werden musste.
Von Stavros aus verlief die Strecke wieder nach Norden über Amfipoli zum Bahnhof Nea Zichni (ehemals: Mirini), der zwischen Mirini (Μυρρίνη) und Dimitra (Δήμητρα) südöstlich von Serres ebenfalls wieder an der Bahnstrecke Thessaloniki–Alexandroupoli liegt.

## Geschichte

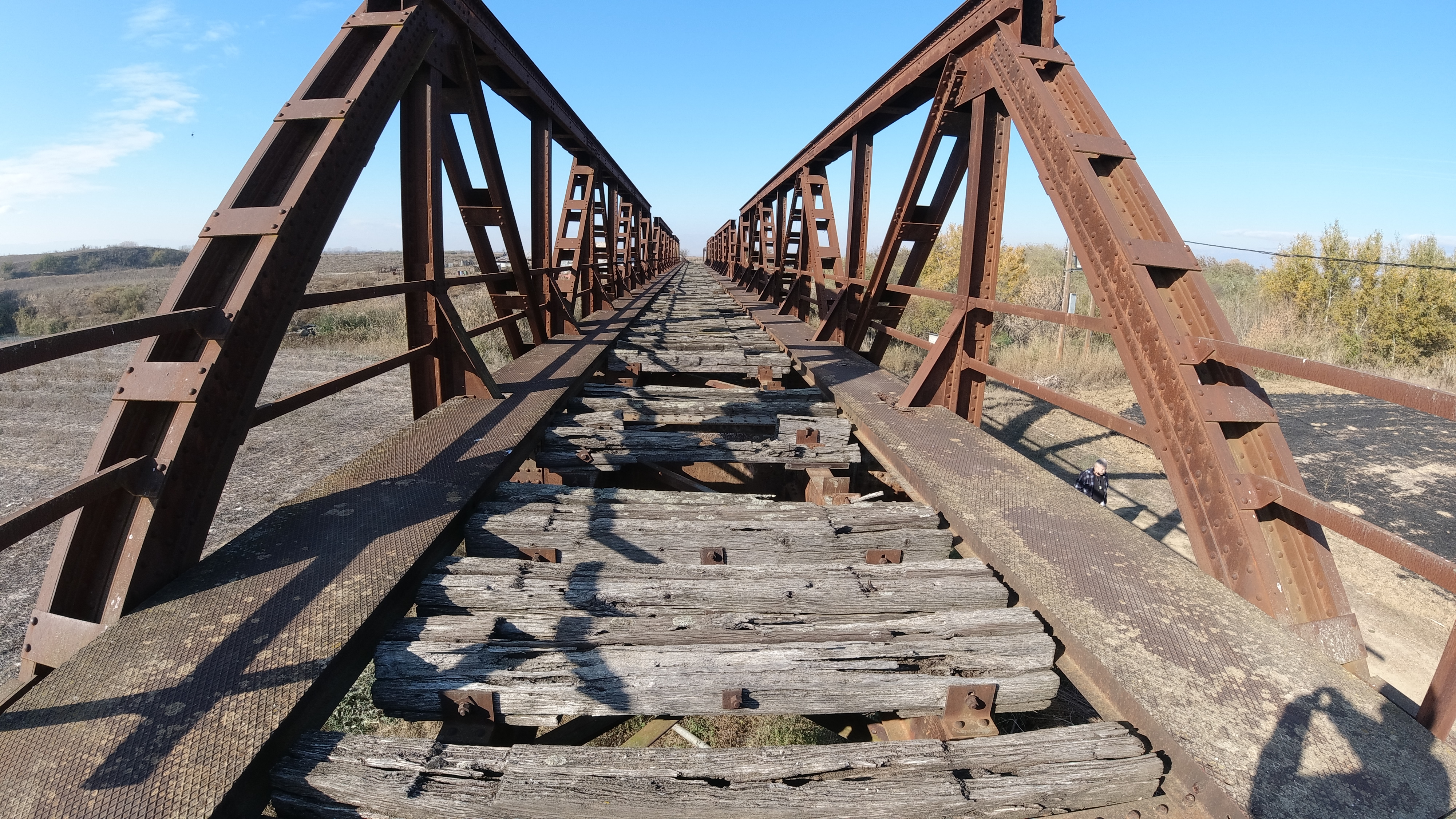
Brücke der ehemaligen Bahnstrecke Perivolaki–Nea Zichni bei Myrkinos

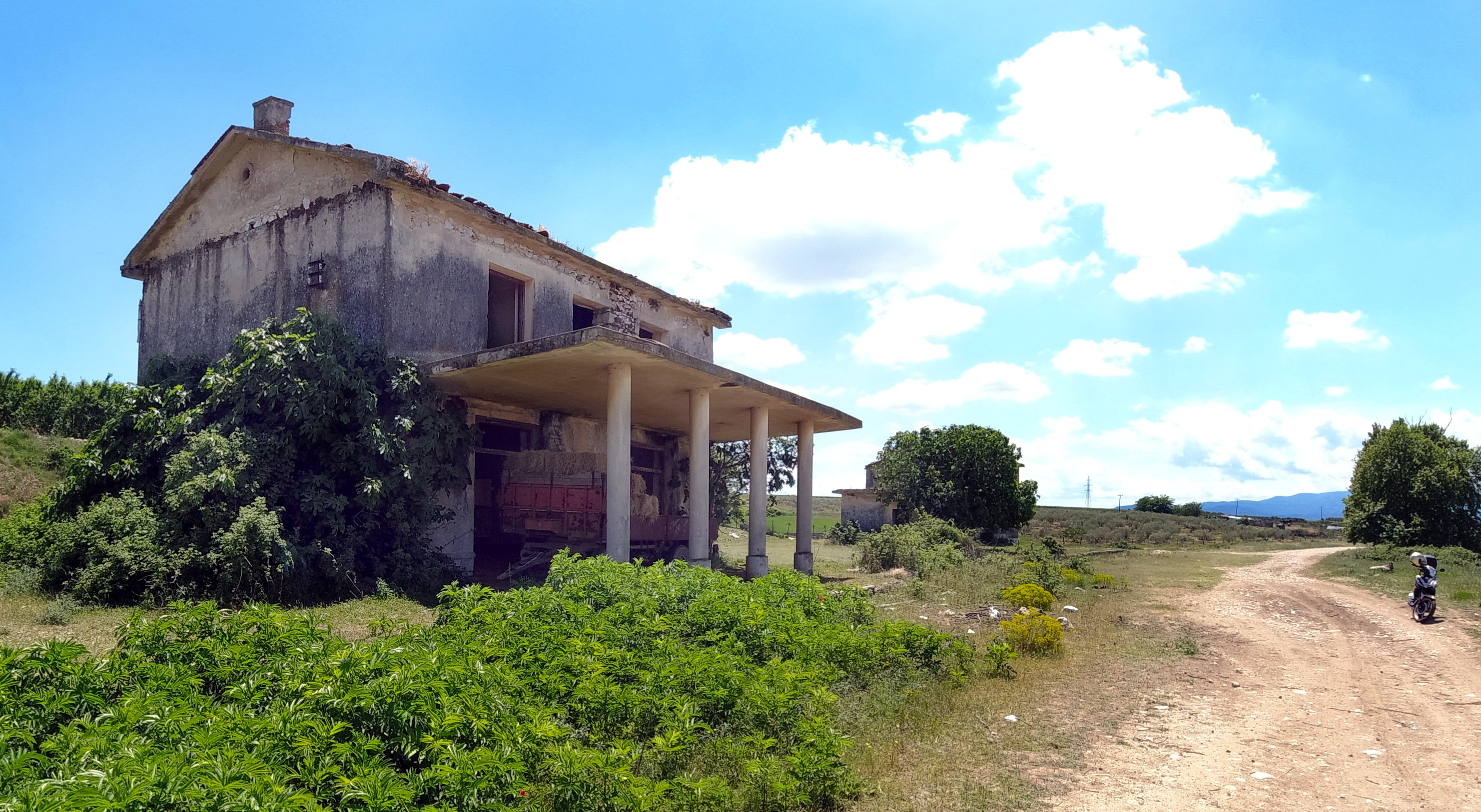
Letzter noch erhaltener Bahnhof der Strecke bei Myrkinos

Die Strecke entstand während des Ersten Weltkriegs 1917 an der Salonikifront. Sie wurde bis Oktober 1917 vermessen, ab dem 14. November 1917 von britischem Militär und türkischen Kriegsgefangenen errichtet und am 1. April 1918 eröffnet. Sie sollte dem Transport von Soldaten, Baumaterial, Waffen, Munition und Nachschub zur Front dienen und in der Gegenrichtung zum Transport von Verwundeten in die Lazarette. Durch Veränderungen im Frontverlauf musste sie an ihrem Westende zunächst bis Tasli (ca. Streckenkilometer 75), später bis Asprovalta (ca. Streckenkilometer 70) verkürzt werden. In diesem Zustand wurde sie zum 1. Juni 1920 an die Griechische Staatsbahn (Sidirodromoi Ellinikou Kratous/SEK) übergeben. Die S.E.K. begann die Nutzung im Mai 1921.
Während der deutschen Besetzung Griechenlands im Zweiten Weltkrieg lag die Strecke in der deutschen Besatzungszone. Die Wehrmacht versuchte, den abgebauten Teil der Strecke bis Amfipoli wieder aufzubauen, scheiterte aber. In Amfipoli endete seit 1938 eine von der Bahnstrecke Thessaloniki–Alexandroupoli abzweigende, normalspurige Stichstrecke.
Ein Schriftstück vom 15. Februar 1941 besagt, dass diese Feldbahn bereits während der Besatzungszeit von den Deutschen abschnittsweise abgebaut worden war, um das Straßennetz auszubauen. Nach dem Ende des Zweiten Weltkriegs wurde die Strecke zum 16. August 1947 endgültig  aufgegeben.

## Technische Parameter
Die Strecke wurde in der für Feldbahnen üblichen Spurweite von 600 mm errichtet, wobei der Oberbau für Normalspur ausgelegt war, was aber nie genutzt wurde. Die Strecke war zum Zeitpunkt ihrer größten Ausdehnung etwa 100 km lang.

## Lokomotiven
Außer einer Simplex 40-PS-Benzol-Lokomotive Tin Turtle (Blech-Schildkröte) wurden folgende Dampflokomotiven auf der Strecke eingesetzt:
| Nr.                                    | Bauart  | Hersteller      | Baujahre | Anmerkungen |
| -------------------------------------- | ------- | --------------- | -------- | --- |
| 113, 114, 129, 133, 135                | C n2t   | Hudswell Clarke | 1916–17  | Ehemals War Department Light Railways (WDLR). Wasserkasten im Rahmen. Die Loks wurden jahrelang in Stavros gelagert, bis sie 1955 an den Generalstab der griechischen Armee (Hellenic Army General Staff, HAGS) übergingen. |
| 944, 952, 954, 956, 975, 978, 983, 988 | 2’C n2t | Baldwin         | 1917     | Ehemals WDLR. 1955 gingen die Nummern 944, 952, 954, 978 und 988 an den HAGS über. 1955 wurden Nr. 956, 975, 983 von der SEK an die Pilionbahn übergeben, aber dort nie eingesetzt. |
| 1, 3, 4, 7, 9, 12                      | C n2t   | Decauville      | 1915–17  | Ehemals auf den französischen Militärbahnen des Ersten Weltkriegs eingesetzt, dann mit gleichen Nummern bei den Lokaleisenbahnen Makedoniens (Τοπικοί Σιδηρόδρομοι Μακεδονίας, Chemins de fer Vicinaux de Macedonie, CFVM). In den Jahren 1939–41 nach Saraklis-Stavros verlegt, aber nur als Rangierlokomotiven eingesetzt. 1955 gingen Nr. 1, 7, 9 und 12 in die HAGS über. |